# Žáky
Žáky (německy Schak) jsou obec v okrese Kutná Hora ve Středočeském kraji. Leží asi jedenáct kilometrů jihovýchodně od Kutné Hory a čtyři kilometry jihozápadně od města Čáslav. Žije v ní 416 obyvatel. Součástí obce je i vesnice Štrampouch.

## Historie
První písemná zmínka o obci pochází z roku 1407.
V obci Žáky (přísl. Štrampouch, 644 obyvatel) byly v roce 1932 evidovány tyto živnosti a obchody: 3 hostince, kolář, 2 kováři, obuvník, 8 rolníků, 5 obchodů se smíšeným zbožím, stavební družstvo, 3 trafiky, velkostatek města Čáslavi.

## Obyvatelstvo
| Rok            | 1869 | 1880 | 1890 | 1900 | 1910 | 1921 | 1930 | 1950 | 1961 | 1970 | 1980 | 1991 | 2001 | 2011 | 2021 |
| -------------- | ---- | ---- | ---- | ---- | ---- | ---- | ---- | ---- | ---- | ---- | ---- | ---- | ---- | ---- | ---- |
| Počet obyvatel | 810  | 850  | 803  | 800  | 729  | 740  | 644  | 563  | 537  | 473  | 393  | 356  | 346  | 324  | 369  |
| Počet domů     | 89   | 92   | 92   | 93   | 100  | 109  | 132  | 141  | 138  | 127  | 120  | 123  | 163  | 164  | 185  |

## Obecní správa

### Územněsprávní začlenění
Dějiny územněsprávního začleňování zahrnují období od roku 1850 do současnosti. V chronologickém přehledu je uvedena územně administrativní příslušnost obce v roce, kdy ke změně došlo:
- do 1849 země česká, kraj Čáslav
- 1850 země česká, kraj Pardubice, politický okres Kutná Hora, soudní okres Čáslav[7]
- 1855 země česká, kraj Čáslav, soudní okres Čáslav
- 1868 země česká, politický i soudní okres Čáslav
- 1939 země česká, Oberlandrat Kolín, politický i soudní okres Čáslav[8]
- 1942 země česká, Oberlandrat Praha, politický i soudní okres Čáslav[9]
- 1945 země česká, správní i soudní okres Čáslav[10]
- 1949 Pardubický kraj, okres Čáslav[11]
- 1960 Středočeský kraj, okres Kutná Hora
- 2003 Středočeský kraj, obec s rozšířenou působností Čáslav

### Části obce
- Žáky
- Štrampouch

## Doprava
Dopravní síť
- Pozemní komunikace – Obcí prochází silnice II/338 Žehušice - Čáslav - Žáky - Zbýšov - Vrbka.

- Železnice – Železniční trať ani stanice na území obce nejsou. Nejbližší železniční stanice je Čáslav ve vzdálenosti čtyři kilometry ležící na trati 230 vedoucí z Kolína do Havlíčkova Brodu a na začátku trati 236 do Třemošnice.

Veřejná doprava 2011
- Autobusová doprava – Obcí projížděla příměstská autobusová linka Ledeč nad Sázavou-Kozlov-Dobrovítov-Zbýšov-Čáslav (v pracovních dnech 6 spojů, o víkendu 2 spoje) (dopravce Veolia Transport Východní Čechy, a. s.).

## Pamětihodnosti
- Zámek Žáky - jedná se o soubor renesančních, barokních a historizujících staveb, zahrnující tvrz, zámek, hospodářské budovy, salu terrenu a zdi s bránami.[12]
- Větrný mlýn Štrampouch - torzo větrného mlýna, který stával na návrší ve vsi Štrampouch[12]

## Galerie

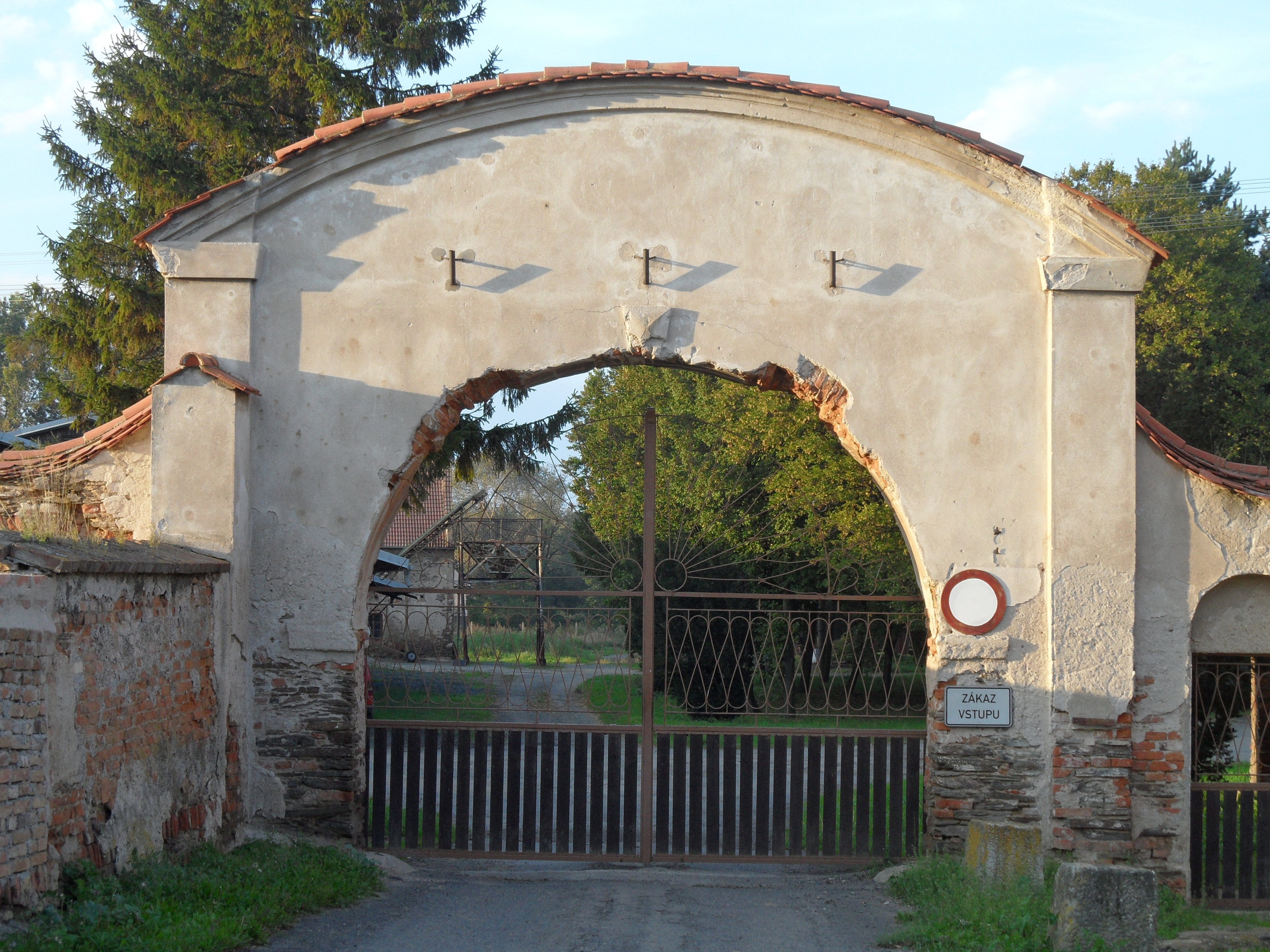
Brána tvrze
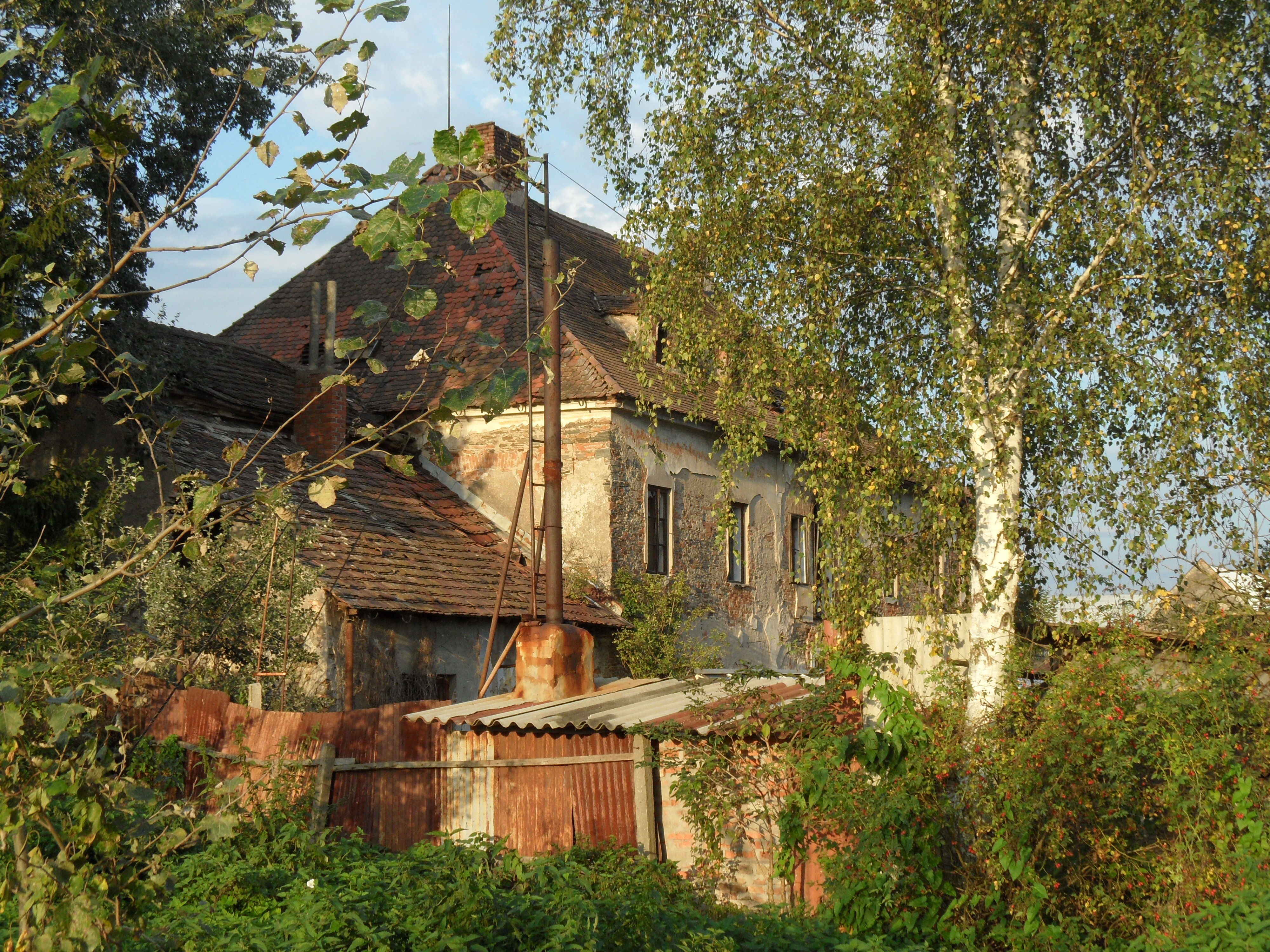
Kulturní památka: zámek Žáky
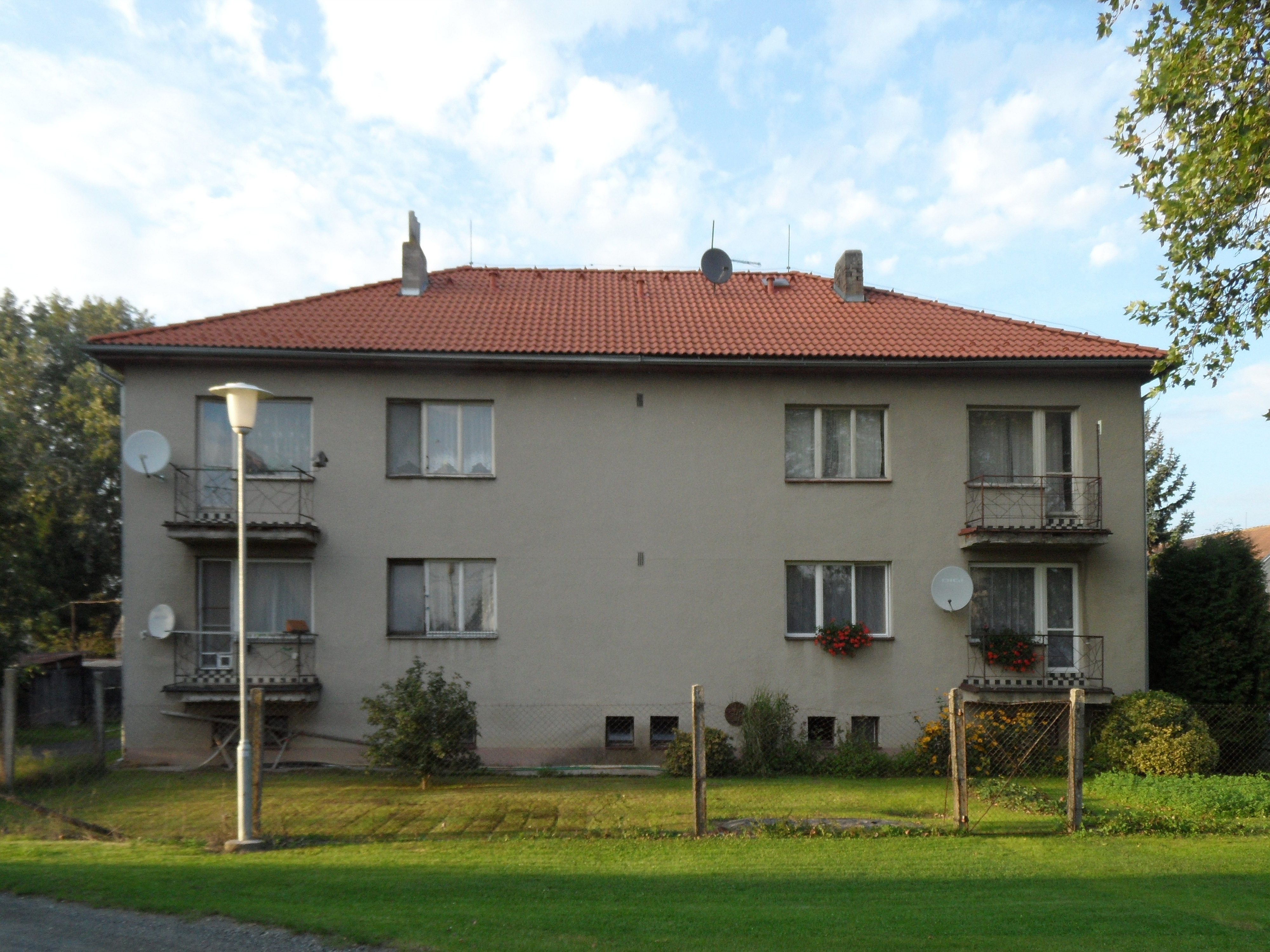
Bytovka
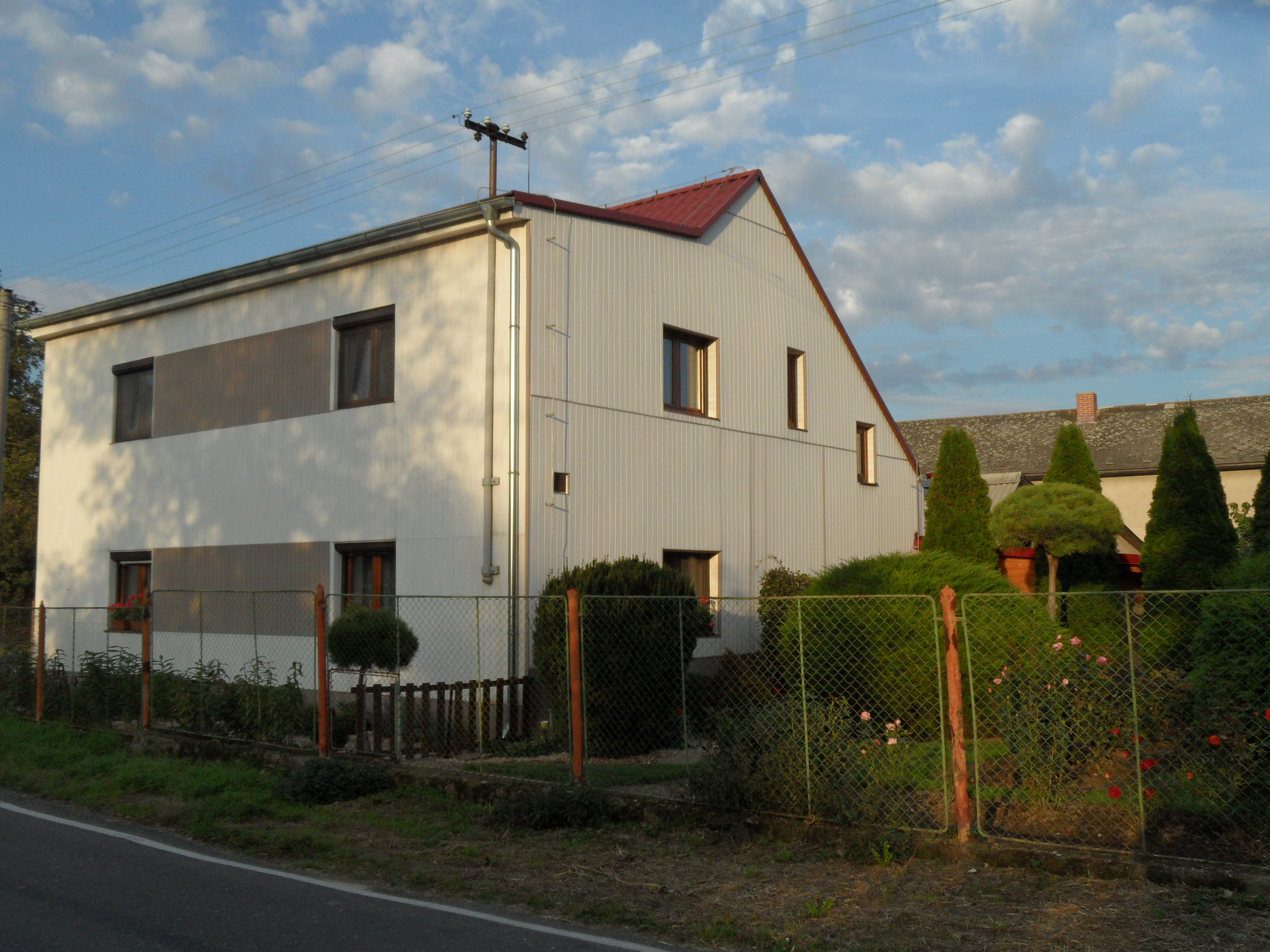
Rodinný dům
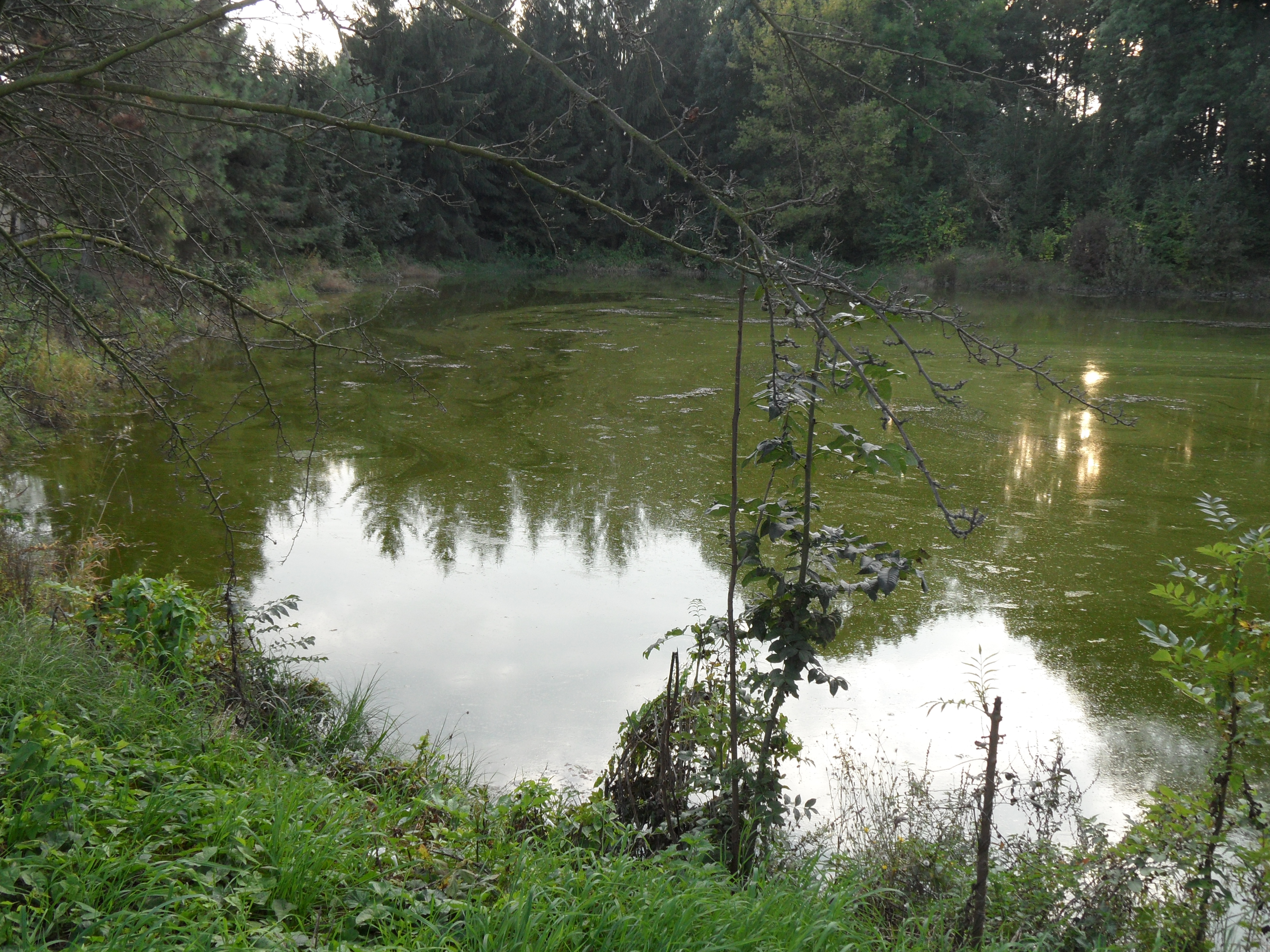
Rybníček v obci